# Комсомольський (Котельницький район)
Комсомо́льський (рос. Комсомольский) — селище у складі Котельницького району Кіровської області, Росія. Адміністративний центр Комсомольського сільського поселення.
Населення становить 803 особи (2010, 1070 у 2002).
Національний склад станом на 2002 рік — росіяни 96 %.